# Aglomeraciones urbanas de Colombia
En Colombia, las migraciones internas han causado una cultura fundamentada alrededor de las ciudades y el paisaje urbano conservando sin embargo algunas apropiaciones rurales descendientes de la época del virreinato español (en particular el uso de las famosas tejas españolas) con excepciones en algunas ciudades o sectores particulares, la cultura campesina mantiene un destacado rol en la sociedad colombiana.
Hoy, la mayoría de los colombianos viven en ciudades, y el país está en el vigesimosegundo sitio del mundo en cuanto a población urbana, en valor absoluto. Más del 70% de los colombianos viven en un centro urbano metropolitano y se estima que esta proporción aumentará al 85% en el año 2050. Estas aglomeraciones metropolitanas son recientes y se estructuran en áreas metropolitanas. El peso económico  de las mismas es considerable para el país.
En 2019, Colombia tenía 32 municipios de más de 200.000 habitantes —véanse en Anexo:Municipios de Colombia por población— y contaba con 23 áreas metropolitanas en funciones, de las que 15 superan los 500.000 habitantes. Muchas de las grandes ciudades colombianas, como las del resto de países, conocen dificultades vinculadas a la inmigración (históricamente del mediterráneo y recientemente, venezolana), a los cambios sociales producto del conflicto armado y a la globalización iniciada desde el gobierno de la apertura económica.

## Urbanismo

### Trazado
La disposición más frecuente de los centros urbanos es el plano en damero. No obstante, este plano puede variar en función de la configuración del lugar (p.ej. Barranquilla, rodeada por lechos de río), de la historia de la ciudad (Cartagena de Indias, construida alrededor de infraestructura militar), etc. El plano en tablero no es ni una novedad ni una excepción en la época moderna: las ciudades antiguas (Alejandría, Pompeya) o medievales (las bastidas) aplicaban ya esta organización y otras ciudades del continente americano la adoptaron en los siglos XVII y XVIII. El plano ortogonal responde a las exigencias de rapidez y de racionalización del espacio.

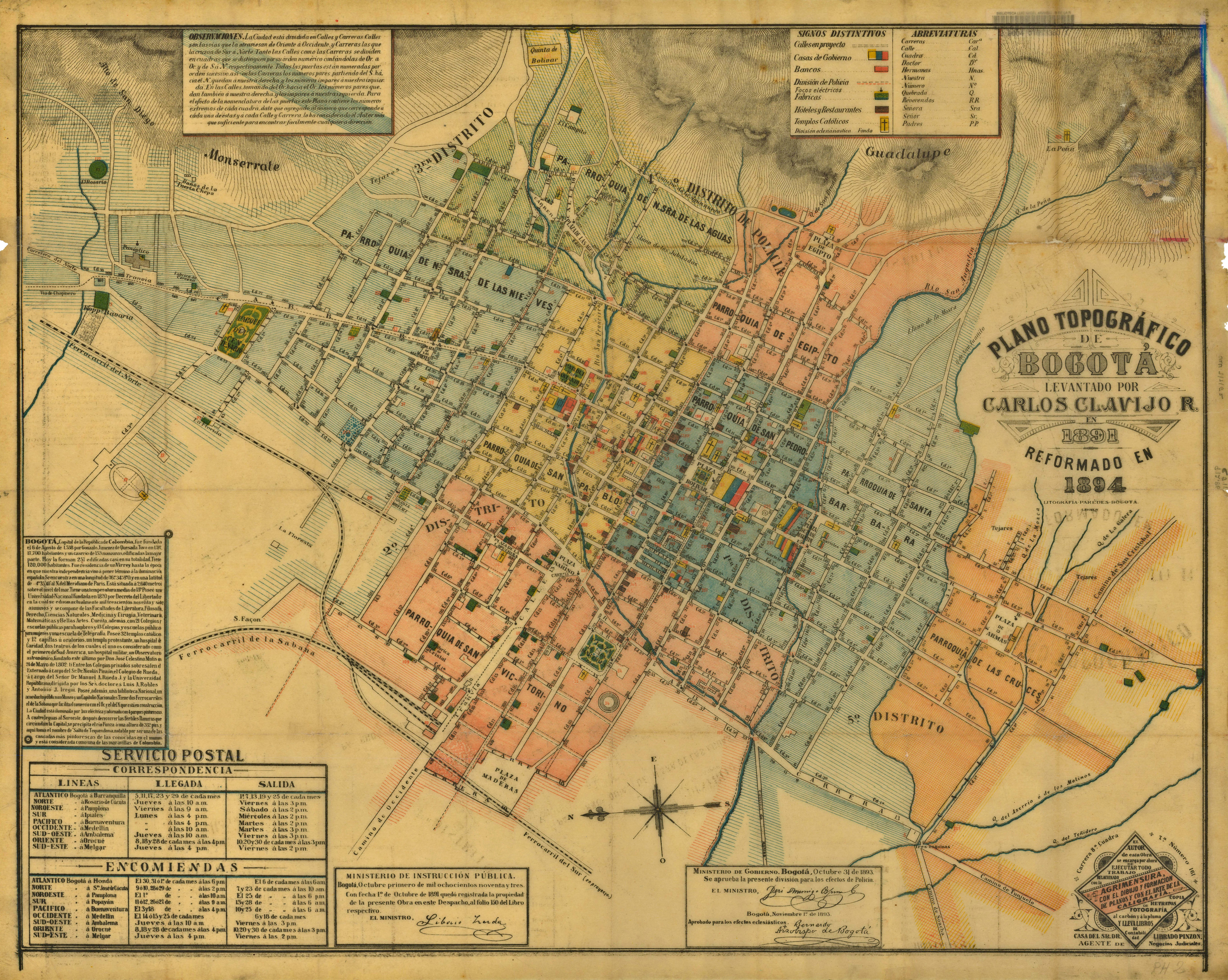
Plano de Bogotá en 1894
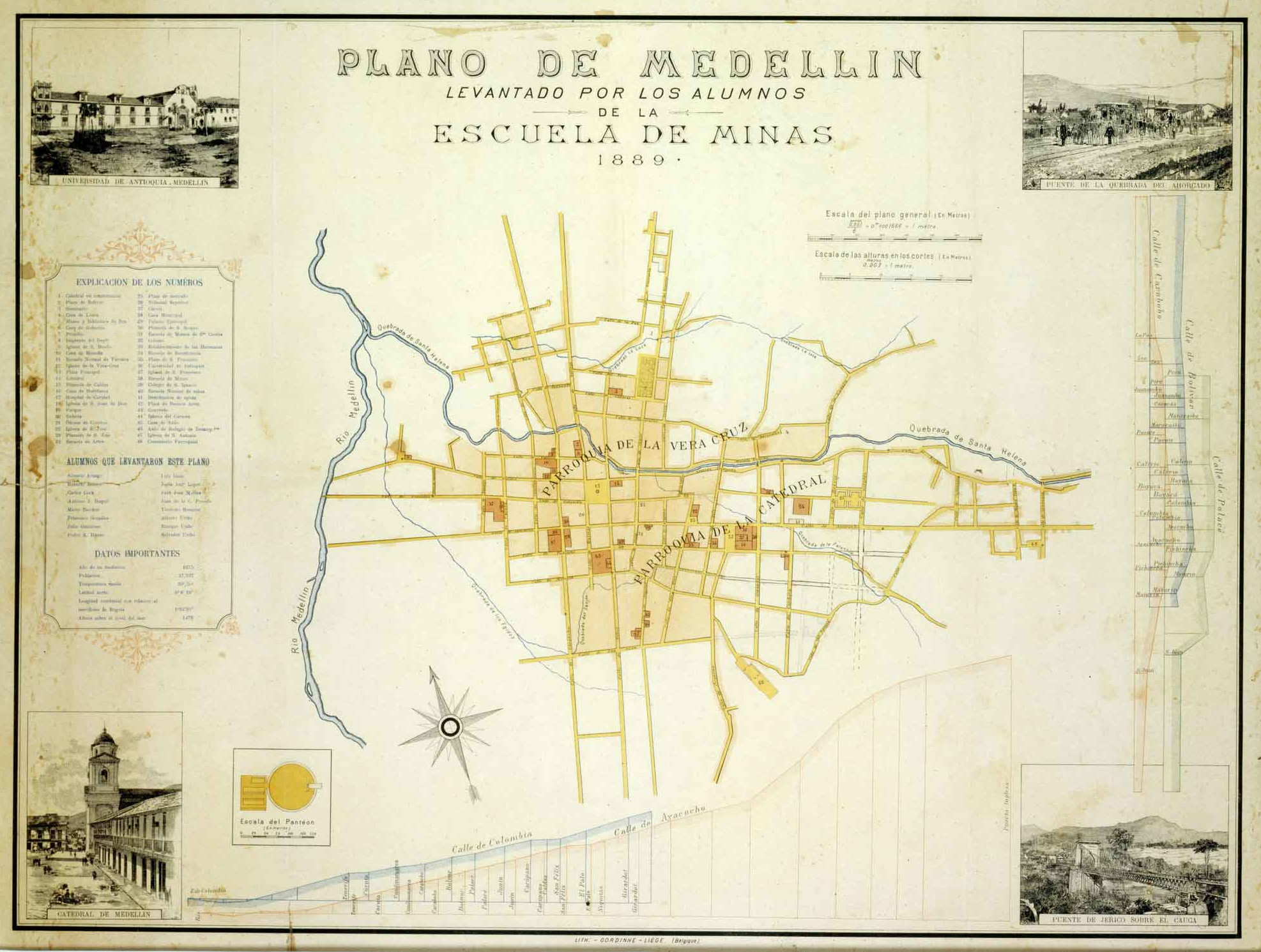
Plano de Medellín en 1889
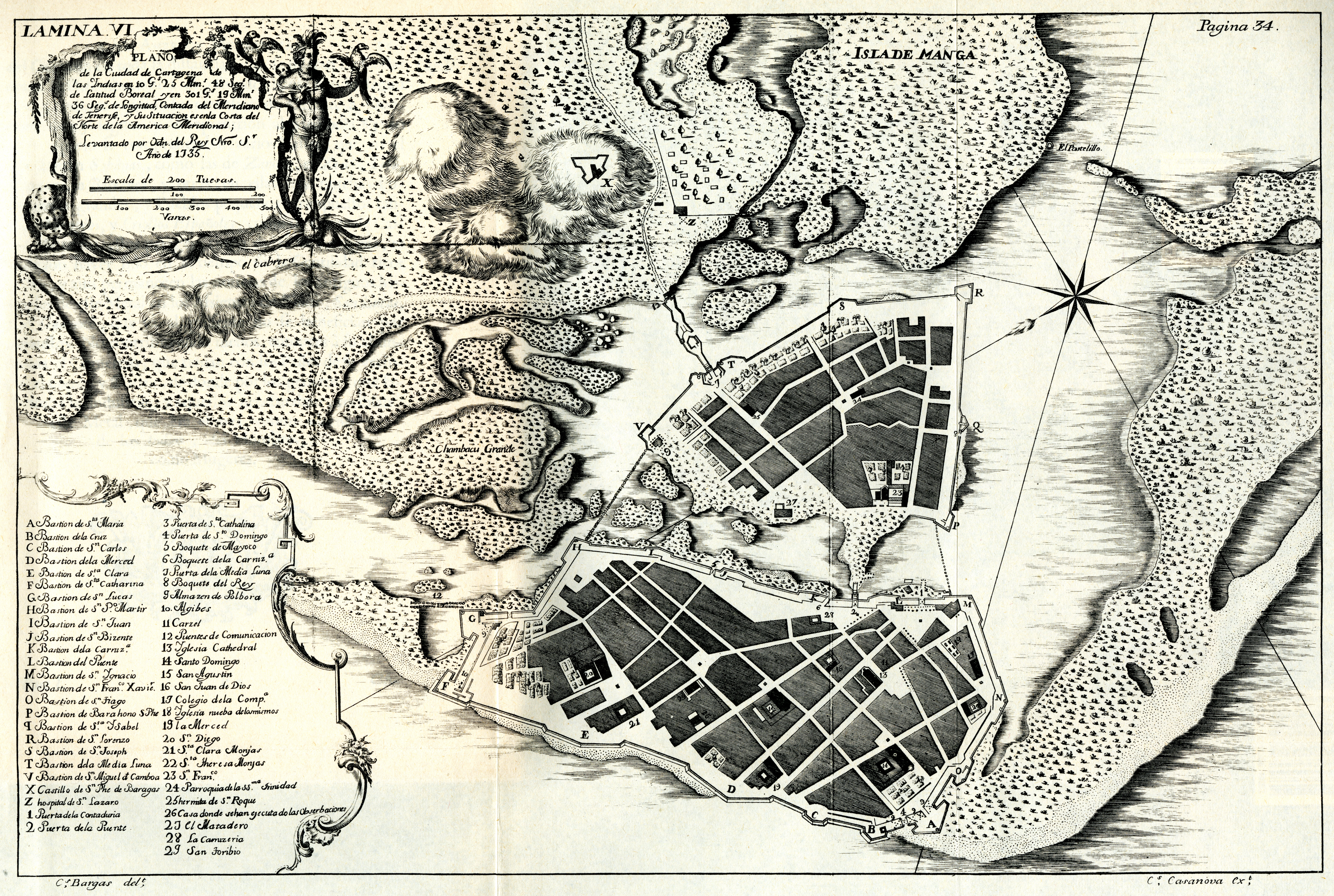
Plano de Cartagena de Indias en 1735

### Organización
Las grandes ciudades colombianas, como muchas formadas alrededor del crecimiento poblacional, tienen una estructura y una organización similar, que sigue un modelo concéntrico:

#### Zona del centro financiero-histórico
En el centro se encuentra el centro de negocios y en ocasiones el centro patrimonial histórico: la trama de las calles forma un plano ortogonal o en damero. Cada cuadrilátero formado por la intersección de las calles constituye un bloque o manzana. La mayoría de las calles lleva un número y una orientación (ejemplo: Carrera 10 con Calle 11). Sin embargo, numerosas calles llevan nombres (no oficiales) de tipo geográfico o histórico (Paseo Bolívar en Barranquilla o el antiguo Bronx en Bogotá, etc).
El centro patrimonial o centro financiero es una importante concentración de rascacielos que albergan:
- Oficinas privadas.
- Administraciones gubernamentales.
- Hotelería y servicios turísticos.
- Supermercados, negocios misceláneos, entre otros núcleos comerciales.

#### Zona intermedia
Se encuentran en torno al centro y están constituidos por inmuebles relativamente antiguos y poco elevados, fábricas y almacenes. Se distinguen varios tipos:
- Polígonos industriales y zonas francas.
- Barrios marginales e invasiones.
- Vecindarios y centros residenciales.

#### Zona periférica
Los suburbios residenciales se extienden por la periferia y albergan a las clases medias. Los centros residenciales está en general urbanizado y la densidad es más bien baja. Aquí también se localizan servicios distributivos, centros comerciales de menor escala, industrias de manufactura y bosques urbanos. 
Las periferias se extienden en detrimento del espacio rural, gracias a las infraestructuras viarias. Esta tendencia se explica por el crecimiento demográfico que conoce Colombia y en ocasiones puede resultar en zonas residenciales aisladas del resto de la ciudad pero con cierta densidad dentro de las mismas.

## Redes urbanas

### Terminología informal
Los criterios para definir los espacios territoriales en Colombia se han definido informalmente según la perspectiva poblacional y la importancia de un centro urbano en específico, pero se pueden listar los siguientes términos:
- Ciudad, un centro urbano de mediano o gran tamaño.
- Pueblo, una cabecera municipal pequeña o corregimiento.
- Caserío, se emplea para pequeños centros poblados y agrupaciones rurales.

Además, las zonas urbanas oficiales de referencia han cambiado varias veces de nombre a lo largo del siglo XIX y XX. Para hacerlo más simple, hoy el territorio colombiano se compone de áreas metropolitanas, municipios o distritos y corregimientos.

### Tipología cultural
Funcionalmente, en Colombia las ciudades se dividen en diversos tipos según su ubicación y características económicas, pudiendo haber ciudades que estén dentro de dos tipos simultáneamente según la diversidad de la misma; los tipos más destacados los siguientes:
Si bien varias de las mismas poseen diversidad económica, resaltan características como su importancia en el periodo colonial, además de la gastronomía y de las facilidades inmobiliarias y de empleo entre otros factores.

## Sistema de ciudades
Si bien la Organización territorial de Colombia y la constitución vigente regulan el país mediante la figura administrativa municipal, el Departamento Nacional de Planeación utiliza alternativamente el sistema de ciudades para diversas políticas de desarrollo.
El criterio inicial para definir el Sistema de Ciudades fue el tamaño poblacional. La literatura internacional reconocen que las ciudades con poblaciones superiores a 100.000 habitantes cuentan con una mayor capacidad para prestar servicios más completos y diversos, así como mayores posibilidades de aprovechar las economías de aglomeración. Bajo estos parámetros, el DNP incluye como parte del sistema las ciudades mayores de 100.000 habitantes al 2010, bien fueran aglomeraciones urbanas o ciudades uninodales. Es decir todas las ciudades uninodales mayores a 100.000 habitantes y las aglomeraciones urbanas cuya población, sumados los habitantes urbanos de todos los municipios que la conforman, es mayor a 100.000 habitantes. Esto formó un conjunto de 18 aglomeraciones y 16 ciudades uninodales. A este grupo de ciudades se agregaron 22 ciudades menores de 100.000 habitantes que tienen una importancia sobresaliente político – administrativa o de prestación de servicios a nivel regional. Se incluyeron las 8 capitales de departamento no consideradas en las categorías anteriores y 14 ciudades identificadas en un estudio del antiguo Ministerio de Desarrollo Económico como centros subregionales funcionalmente sobresalientes por la diversidad de servicios que le prestan a su región.
Los rangos para definir las ciudades principales del Sistema de Ciudades, fueron establecidos a partir de las poblaciones urbanas del año 2010, de acuerdo con las proyecciones realizadas por Álvaro Pachón y Asociados para la Misión de Ciudades del DNP en el año 2012:
| Sistema de Ciudades                       | Municipios | Población Total (2010) | Población Urbana (2010) | Población Rural (2010) |
| ----------------------------------------- | ---------- | ---------------------- | ----------------------- | ---------------------- |
| Ciudades Mayores a 100.000 habitantes     |            |                        |                         |                        |
| Aglomeraciones Urbanas (18)               | 113        | 23.722.031             | 22.440.037              | 1.281.994              |
| Ciudades Uninodales (16)                  | 16         | 4.379.178              | 3.901.539               | 477.639                |
| Ciudades menores de 100.000 habitantes    |            |                        |                         |                        |
| Capitales Departamentales (8)             | 8          | 351.411                | 254.625                 | 96.786                 |
| Ciudades con Funciones Subregionales (14) | 14         | 1.320.236              | 962.103                 | 358.133                |
| Total                                     | 151        | 29.772.856             | 27.558.304              | 2.214.552              |

### Tipo de ciudades
Cerca del 75% de la población colombiana vive en centros urbanos, y se estima que esta proporción aumentará al 85% en el año 2050. Durante las próximas cuatro décadas cerca de 20 millones de personas llegarán a las ciudades, con las correspondientes demandas de vivienda, transporte, servicios públicos y sociales, entre otros. El número de ciudades mayores de 1 millón de habitantes aumentará de 4 en 2010 a 7 en 2050, y las mayores de 100 mil, de 41 a 69, lo cual implica mayores retos en materia de conectividad y coordinación.
La tipología de las ciudades según lo establecido por el DNP es el siguiente:
- Aglomeración capital: Conjunto urbano de municipios con una población total mayor a 100.000 habitantes cuyo núcleo sea capital de departamento.
- Aglomeración: Conjunto urbano de municipios con una población total mayor a 100.000 habitantes
- Aglomeración menor: Conjunto de dos o más municipios cuyas cabeceras urbanas chocan entre sí con el municipio central de la aglomeración Ejem: Funza-Mosquera
- Ciudad capital Mayor: Municipio capital de departamento con una población mayor a 100.000 habitantes
- Ciudad Mayor: Municipio con una población mayor a 100.000 habitantes[3]
- Ciudad capital: Municipio capital de departamento con una población menor a 100.000 habitantes
- Ciudad: Municipio con una población menor a 100.000 habitantes de relevancia subregional.